# Iouri Podladtchikov
Iouri Iourеvich Podladtchikov (rusky Юрий Юрьевич Подладчиков, narozen 13. září 1988) je ruskošvýcarský snowboardista, jezdí v postavení goofy a na soutěžích se objevuje od roku 2000. V roce 2014 zvítězil na zimní olympiádě v Soči v závodech v U-rampě a obdržel zlatou medaili.

## Kariéra
Ruský rodák Podladtchikov vyrostl v Davosu ve Švýcarsku, kde v roce 2000 začal jezdit na snowboardu. Do věku 17 let měl ruskou národnost, posléze se stal občanem Švýcarska.
V roce 2008 dokončil Sportovní gymnázium v Davosu. Pod pseudonymem I-Pod zvítězil na závodech v U-Rampě v roce 2008, v prosinci téhož roku zvítěžil v anketě Zurich Sports. V roce 2010 skočil 14. na X Games.
V roce 2013 zvítěžil na světovém šampionátu ve snowboardingu (pořádáno FIS), téhož roku na olympijských hrách ve Vancouveru se umístil na čtvrtém místě. Na olympijských hrách v roce 2014 získal zlatou medaili v mužské U-rampě.
Na evropských zimních X Games v roce 2010 ustál skok Double McTwist 1260, se kterým zvítězil a jako první obdržel skóre 98,00, toto skóre bylo druhé nejvyšší v historii zimních X Games. Podladtchikov je jednou z mála osob, která při soutěži provedla trik Double McTwist 1260, dalšími jezdci, kteří tento trik provedli jsou Shaun White, Ben Stewart a Markus Malin.
Jeho trenéry jsou Švýcaři Marco Bruni a Pepe Regazzi.
Používá pseudonym IPod, který pochází z "i" z jeho křestního jména a první slabiky z jeho příjmení.
Je prvním jezdcem, kterému se povedlo provést trik pod názvem "Cab Double cork 1440" v U-rampě, trik nazval "YOLO Flip" (You Only Live Once, Život žiješ jen jednou).

## Nejlepší výsledky
- Zimní olympijské hry
- 2014, Zlatá medaile, Mužská U-rampa, Soči, Rusko*
- 2010, 4. místo, Mužská U-rampa, Vancouver, Kanada

- TTR
- 2009, 3. místo, 6Star Burton European Open Halfpipe
- 2008, 3. místo, 4Star Fiat Rock the Spot Halfpipe
- 2008, 4. místo, 6Star Burton European Open Halfpipe
- 2007, 2. místo, 6Star O'Neill Evolution Halfpipe
- 2007, 2. místo, 6Star Burton European Open Halfpipe

- FIS-World Cup
- 2009, 2. místo, U-rampa Cardrona, Elan, Světový pohár
- 2007, 1. místo, U-rampa, Saas Fee, Světový pohár
- 2007, 1. místo, U-rampa, Saas Fee, Evropský pohár